# Werner Albrecht (Beamter)
Werner Gerhard Hermann Albrecht (* 26. Juli 1901 in Potsdam; † nach 1966) war ein deutscher Ministerialbeamter und Ingenieur, der sich auf Postbetriebstechnik spezialisiert hatte und zuletzt Präsident der Bundesdruckerei war.

## Leben und Tätigkeit
Werner Albrecht trat 1926 in den Dienst der Deutschen Reichspost, dem er bis zum Kriegsende 1945 als Ministerialrat im Reichspostministerium angehörte. Danach war er als Diplom-Ingenieur in der Privatwirtschaft tätig. 1950 wurde er erneut in den Postdienst aufgenommen. Er erhielt 1953 als Ministerialrat im Bundesministerium für das Post- und Fernmeldewesen die Leitung des Referats I K (Maschinenwesen: Posttechnik [Bahnpost-, Förder-, Flurförder- und Kleinmaschinentechnik]) übertragen. Im November 1955 wechselte er und wurde Leiter des Referats I H (Technik der Postbeförderung und des Postbetriebes: Bahnpostwagen, Förderanlagen, Flurfördermittel, Büro- und Betriebsmaschinen, ab 1960: Postbetriebstechnik). Als solcher hielt er auch öffentliche Vorträge über die technischen Zukunftsaufgaben auf dem Gebiet des Post- und Fernmeldewesens. 1962 gab er den Referatsleiterposten in jüngere Hände und wurde Präsident der Bundesdruckerei. Mit Erreichen des Rentenalters 1966 schied er aus dem aktiven Dienst aus.

## Schriften
- (mit anderen): Der Briefverteildienst. Neuordnung, Postleitzahl, Technik (= Schriftenreihe zur Organisation und Dienstpostenbewertung der Deutschen Bundespost, Bd. 14). Keller, Starnberg 1964.